# Сакристан, Мануэль
Мануэ́ль Сакриста́н Лусо́н (исп. Manuel Sacristán Luzón, 5 сентября 1925, Мадрид — 27 августа 1985, Барселона) — испанский философ-марксист, переводчик и общественно-политический деятель. Профессор Барселонского университета. Кроме множества других переводов, Мануэль Сакристан сделал доступными испанским читателям «Капитал» Карла Маркса, работы Антонио Грамши, Дьёрдя Лукача, Эрнста Фишера, Герберта Маркузе, Ульрики Майнхоф, Гальвано Делла Вольпе, Э. П. Томпсона, Агнеш Хеллер, Теодора Адорно, Антонио Лабриола, Джона Кеннета Гэлбрейта и др. Был членом ЦК КПИ в 1965-1970.

## Книги
- Conferencias
- Aforismos. Una antología de textos de Manuel Sacristán Luzón (eds) Salvador López Arnal
- Seis conferencias sobre la tradición marxista y los nuevos problemas. Editorial El Viejo Topo, 2005
- Escritos sobre «El Capital» (y textos afines). Editorial El Viejo Topo, 2004
- De la primavera de Praga al marxismo ecologista. Los Libros de la Catarata, 2004
- Las ideas gnoseológicas de Heidegger. Crítica, 1995
- Pacifismo, ecología y política alternativa. Icaria Editorial, 1987
- Intervenciones políticas. Icaria Editorial, 1985
- Lecturas. Icaria Editorial, 1985